# Neshyrna
Neshyrna är en bergstopp i republiken Island. Den ligger i regionen Norðurland vestra, 240 km nordost om huvudstaden Reykjavík. Toppen på Neshyrna är 685 meter över havet, eller 74 meter över den omgivande terrängen. Bredden vid basen är 2,3 km.
Trakten runt Neshyrna är nära nog obefolkad, med mindre än två invånare per kvadratkilometer. Närmaste större samhälle är Hofsós, omkring 15 kilometer sydväst om Neshyrna. Trakten runt Neshyrna består i huvudsak av gräsmarker.